# Стефаново (Кольський повіт)
Стефаново (пол. Stefanowo, нім. Stefansdorf) — село в Польщі, у гміні Баб'як Кольського повіту Великопольського воєводства.
У 1975-1998 роках село належало до Конінського воєводства.